# Рой, Кристина
Кристина Рой (словац. Kristína Royová; 18 августа 1860, Стара-Тура — 27 декабря 1936, Стара-Тура) — словацкая христианская писательница и редактор.

## Биография
Родилась в семье евангелического пастора в городе Стара-Тура. В своём родном городе в 1897 году она совместно со своей сестрой Марией основала общество терпимости «Голубой крест» и диаконический центр, целью которых было моральное преобразование общества, помощь тем, кто находится в алкогольной зависимости, поднятие морального уровня населения. Позже она основала приют для беспризорных детей и сирот. В 1911 году основала небольшую амбулаторную больницу, в 1926 году — сиротский дом, а в 1933 году — дом престарелых.
Кристина Рой была очень маленького роста, но высокого духа. Основной чертой её характера было непоколебимое упование на Господа и абсолютное отсутствие сомнения в Его водительстве. Типичное утешение, которое можно было слышать из её уст: «Он это сделает». Она говорила о Господе как о своем очень близком друге, которого хорошо знала. Начатые дела она доводила до конца.
Писать Кристину Рой побудило объявление в газете, в котором один из издателей обращал внимание на недостаток детской литературы и просил читателей «ради Бога» написать что-нибудь для детей. Ну раз он просит «ради Бога», сказала себе Кристина Рой, то надо написать. Она села за письменный стол и, «не отрывая пера от листа», написала свой первый рассказ — «Без Бога на свете». Это было в 1892 году.
Когда Кристине Рой было 15 лет, её отдали на учёбу в Братиславу. Она жила в семье, где вечерами за рукоделием читали книги. Там она познакомилась с немецкими писателями романтического направления. В этом стиле Кристина и писала позже свои произведения. Она владела венгерским, немецким и, естественно, словацким языками. Библию она читала на чешском языке, так как на словацком Библия была издана только за год до её смерти. Она прочла Библию 49 раз. Пятидесятый раз она читала Библию уже на своем родном языке, но не дочитала…
В произведениях Кристины Рой выделяется необходимость покаяния. Необходимость рождения свыше для того, чтобы стать членом Божьего Царства, и изменение образа жизни как логического следствия возрождения. Все её книги — путь к новой жизни во Христе.
Кристина Рой написала 78 произведений. Среди них около тридцати трактатов. Остальные — книги. Некоторые книги и трактаты переведены на разные языки — всего на 34 языка. Но даже не все книги Кристины Рой были изданы, несколько произведений так и остаются лежать в музее её города Стара-Тур.
Свою писательскую деятельность начала с небольших рассказов. Затем писала новеллы, романы, другие крупные произведения. Многие из её рассказов издавались в словацких журналах. Кристина написала более 80 произведений, часть из которых до сих пор не изданы. Также Кристина писала тексты христианских песен, девяносто пять из которых были изданы в сборнике «Сионские песни». Некоторые из них впоследствии были переведены на русский язык и вошли в сборник «Песнь Возрождения». С 1925 года издавала журнал «Вечерница».

## Труды
Наиболее известные изданные произведения:
- 1892 — «Без Бога на свете»  — наиболее известная и распространённая книга писательницы. Переведёна более чем на 30 языков мира.
- 1903 — «Работник» — текст книги в ZIP архиве на сайте domostroitel.org.ru
- 1909 — «В Стране Солнца»
- 1930 — «Вновь обретенный рай»
- «Пробуждение»
- «Тип и его светильник» (настоящий автор: Изабелла М. Алден)
- 1922 — «Три друга»
- «Непостижимая любовь»
- 1903 — «Дорогой ценой»
- 1929 — «И стал Свет!» — автобиографическая — текст книги в ZIP архиве на сайте domostroitel.org.ru
- «Сила Света»